# Millerandage
Millerandage er et fransk udtryk, som refererer til et vinavl-problem, som gør at vindrueklaserne indeholder druer, der varierer i både størrelse og modenhed. Det sker blandt andet pga. kulde og andre dårlige vejrforhold under den blomstrende periode. Tilstandene betyder lavere kvalitet i de vine, de bliver benyttet i.